# Marcos Trad
Marcos Trad (nacido Marcos Marcello Trad; Campo Grande, 28 de agosto de 1964) es un político y abogado brasileño, afiliado al Partido Socialdemócrata (PSD), candidato al gobierno de Mato Grosso del Sur en las elecciones estaduales de 2022, Fue diputado estadual por Mato Grosso do Sul, concejal y alcalde de Campo Grande por dos mandatos y miembro de la familia Trad, una familia de políticos de Brasil.
Nacido el 28 de agosto de 1964, es hijo del político  Nelson Trad y Therezinha Mandetta, miembro de la familia política Trad, Marcos está casado con Tatiana Trad. Padre de cuatro hijas, Andressa, Aline, Mariana y Alice, y abuelo de Lara e Isabele.
Marcos es abogado de la Universidad Federal de Río de Janeiro (UFRJ). Se inició en la política como concejal en 2004. 
También fue miembro de la sección de Mato Grosso do Sul del Colegio de Abogados de Brasil.
Concejal electo en 2004, fue secretario municipal de Asuntos Agrarios durante la gestión del entonces alcalde André Puccinelli. Actualmente cumple su tercer mandato como diputado estadual, siendo elegido por primera vez en 2006. Estuvo afiliado al PMDB, migrando al PSD en 2016.
En 2016, se presentó a la alcaldía de Campo Grande por el PSD. Se clasificó a la segunda vuelta para disputar la segunda vuelta con el 34,57 % de los votos válidos, ganando la contienda con el 58,77 % de los votos válidos. Dejó el cargo en 2022 para postularse para gobernador estadual.

## Controversias
En diciembre del año 2010, se vio envuelto en polémica cuando declaró durante una sesión de la Asamblea Legislativa que sería "imposible vivir con R$ 11.000", refiriéndose al salario de alrededor de R$ 11.000 en ese momento y que recientemente había sido reajustado a R$ 11.000 $ 12,3 mil.
En abril del año 2016, se supo que el congresista, al postularse para la reelección en 2014, obtuvo un préstamo de R$ 1,2 millón del diario Correio do Estado . Ese valor no habría sido declarado al Tribunal Regional Electoral de Mato Grosso do Sul (TRE-MS), ni el préstamo fue pagado.
En septiembre del mismo año, Veja divulgó extractos de escuchas telefónicas de la Operación Coffee Break, que investigó un esquema para revocar el mandato del entonces alcalde de Campo Grande Alcides Bernal, donde el concejal Flávio César (PSDB) pide al exalcalde Nelson Trad Filho que active a Marquinhos para obtener votos a favor del juicio político. En una nota, el diputado dijo desconocer el audio y negó haber interferido en el proceso de casación. “No tengo conocimiento de este audio, no participé en este proceso, soy diputado estadual y no concejal”.
También en septiembre del mismo año, el empresario Arnaldo Britto de Moura Júnior afirmó en declaraciones a la Policía Federal (PF) que recaudó R$ 200.000 no declarados para la campaña de Marquinhos en 2014, lo que lo llevó a ser multado por la TRE-MS, y también acusó el diputado de usar telemercadeo durante el período electoral. El congresista se defendió diciendo que un colaborador de la campaña señaló a Moura Júnior, quien ofreció una donación. Multado, el empresario buscó la ayuda de Marquinhos, que le fue denegada.
A finales de septiembre, un empleado de una institución social denunció a Marquinhos ante el Ministerio Público Federal (MPF) tras ser engañado para una reunión de trabajo que habría sido una reunión con el candidato a alcalde de Campo Grande. El diputado negó la acusación y afirmó que se trataría de un montaje de los opositores.

## Candidato a gobierno
A principios de año 2022, fue anunciada la precandidatura para el Gobierno de Mato Grosso do Sul en las elecciones Estaduales de 2022 .

## Vida personal
Marquinhos es hijo del político Nelson Trad y de Therezinha Mandetta, hermano del exalcalde de Campo Grande y médico, Nelson Trad Filho, y del exdiputado federal Fábio Trad ; Licenciado en Derecho por la Universidad Federal de Río de Janeiro (UFRJ).
En diciembre de 2002 se casó con Tatiana Trad y con ella tuvo dos hijas, Mariana y Alice Trad.